# Њехвалова Пољанка
Њехвалова Пољанка (слч. Nechválova Polianka) насељено је мјесто са административним статусом сеоске општине (слч. obec) у округу Хумење, у Прешовском крају, Словачка Република.

## Становништво
| Година:    | 1994. | 2004.    | 2014.    | 2024.    |
| ---------- | ----- | -------- | -------- | -------- |
| Број људи: | 165   | 127      | 83       | 104      |
| Разлика:   |       | -23,03 % | -34,64 % | +25,30 % |

| Година:    | 2023. | 2024.   |
| ---------- | ----- | ------- |
| Број људи: | 107   | 104     |
| Разлика:   |       | -2,80 % |

Према подацима о броју становника из 2024. године насеље је имало 104 становника.